# Candler-McAfee
Candler-McAfee és una concentració de població designada pel cens dels Estats Units a l'estat de Geòrgia. Segons el cens del 2000 tenia 28.294 habitants.

## Demografia
Segons el cens del 2000, Candler-McAfee tenia 28.294 habitants, 9.030 habitatges, i 6.926 famílies. La densitat de població era de 1.565,1 habitants per km².
Dels 9.030 habitatges en un 32,7% hi vivien nens de menys de 18 anys, en un 36,9% hi vivien parelles casades, en un 33,1% dones solteres, i en un 23,3% no eren unitats familiars. En el 18,2% dels habitatges hi vivien persones soles el 3,4% de les quals corresponia a persones de 65 anys o més que vivien soles. El nombre mitjà de persones vivint en cada habitatge era de 3,08 i el nombre mitjà de persones que vivien en cada família era de 3,46.
Per edats la població es repartia de la següent manera: un 28% tenia menys de 18 anys, un 10,7% entre 18 i 24, un 28,2% entre 25 i 44, un 25,7% de 45 a 60 i un 7,5% 65 anys o més.
L'edat mediana era de 33 anys. Per cada 100 dones de 18 o més anys hi havia 81,7 homes.
La renda mediana per habitatge era de 38.152 $ i la renda mediana per família de 40.368 $. Els homes tenien una renda mediana de 30.218 $ mentre que les dones 25.887 $. La renda per capita de la població era de 15.092 $. Entorn del 10,9% de les famílies i el 13,6% de la població estaven per davall del llindar de pobresa.

## Poblacions més properes
El següent diagrama mostra les poblacions més properes.